# Марченко Микола Данилович
Марченко Микола Данилович (9 травня 1895 — ?) — підполковник Армії УНР.

## З життєпису
Народився у м. Полтава. Останнє звання у російській армії — підпоручник.
На службі в Дієвій армії УНР з 1919 р.
У 1920—1922 рр. — викладач школи підстаршин 4-ї бригади 2-ї Волинської дивізії Армії УНР.
Подальша доля невідома.